# Jelónko
Jelonko [pronunciación en polaco: /jɛˈlɔnkɔ/] (en casubio: Jelónkò; en alemán: Hirschlanke) es un pueblo ubicado en el distrito administrativo de Gmina Sierakowice, dentro del condado de Kartuzy, Voivodato de Pomerania, en el norte de Polonia. Se encuentra a unos 4 kilómetros al sur de Sierakowice, a 19 kilómetros al oeste de Kartuzy, y a 48 kilómetros al oeste de la capital regional Gdańsk.
El pueblo tiene una población de 50 habitantes.